# Szidon Rezső
Szidon Rezső (1899 – Budapest, 1931. március 5.) válogatott labdarúgó, csatár, jobbszélső, napszámos. A sportsajtóban Szidon II néven volt ismert.

## Családja
Szidon Adolf és Friedmann Karolina fiaként született.

## Pályafutása

### Klubcsapatban
Az Újpesti TE labdarúgója volt. Rendkívül gyors, pontos beadásairól ismert jobbszélső volt, aki néha a kapura is veszélyt jelentett.

### A válogatottban
1920 és 1926 között három alkalommal szerepelt a magyar labdarúgó-válogatottban.

## Sikerei, díjai
- Magyar bajnokság
  - 2.: 1920–21, 1922–23
  - 3.: 1921–22, 1923–24
- Magyar kupa
  - döntős: 1922, 1923, 1925

## Statisztika

### Mérkőzései a válogatottban
| Magyarország | Magyarország        | Magyarország                    | Magyarország | Magyarország | Magyarország  | Magyarország | Magyarország | Magyarország |
| #            | Dátum               | Helyszín                        | Hazai        | Eredmény     | Vendég        | Kiírás       | Gólok        | Esemény      |
| ------------ | ------------------- | ------------------------------- | ------------ | ------------ | ------------- | ------------ | ------------ | ------------ |
| 1.           | 1920. november 7.   | Budapest, Hungária körúti pálya | Magyarország | 1 – 2        | Ausztria      | barátságos   | -            |              |
| 2.           | 1926. február 14.   | Brüsszel, Daring Club-pálya     | Belgium      | 0 – 2        | Magyarország  | barátságos   | -            |              |
| 3.           | 1926. augusztus 20. | Budapest, Hungária körúti pálya | Magyarország | 4 – 1        | Lengyelország | barátságos   | -            |              |
|              | Összesen            |                                 |              | 3            | mérkőzés      |              | 0            | gól          |